# Heliconius egregia
Heliconius egregia är en fjärilsart som beskrevs av Riffarth 1907. Heliconius egregia ingår i släktet Heliconius och familjen praktfjärilar. Inga underarter finns listade i Catalogue of Life.